# Jumanji (film)
Jumanji is een Amerikaanse avonturenfilm uit 1995 onder regie van Joe Johnston. Het is een verfilming van een kinderboek van Chris Van Allsburg.

## Verhaal
Het verhaal begint in 1869. Twee broers begraven in de nacht tijdens een zwaar onweer een kist in het bos.
Honderd jaar later in 1969 vindt de 12-jarige Alan Parrish deze kist. De kist blijkt een bordspel te bevatten, genaamd "Jumanji". Wanneer Alan dit spel die avond samen met zijn vriendin Sarah Whittle gaat spelen, ontdekt hij te laat dat het spel bovennatuurlijke krachten heeft. Iedere keer als een speler met de dobbelstenen gooit, beweegt zijn pion automatisch volgens het aantal gegooide ogen en geeft het spel een raadselachtige omschrijving van een gevaar dat verschijnen zal, waarna dit gevaar daadwerkelijk verschijnt. Door een ongelukkige worp wordt Alan in het spel gezogen en belandt hij in de jungle van Jumanji. En Sarah wordt uit het huis gejaagd door een zwerm vleermuizen. Ze laat Alan en het spel achter zonder nog eens een 5 of 8 te gooien om hem er terug uit te halen en ze vlucht naar huis.
26 jaar later, in 1995, verschijnen in het huis twee nietsvermoedende kinderen, Judy en Peter Shepherd. Hun tante Nora Shepherd zorgt voor hen, nadat hun ouders in Canada gestorven zijn bij een auto-ongeluk. Zij vinden op zolder het spel Jumanji en ze beginnen het eveneens te spelen. Ze worden vervolgens geconfronteerd met grote muggen, een hoop apen en een leeuw. Door een worp van Peter wordt Alan na 26 jaar lang gevangen te hebben gezeten in de jungle van Jumanji, bevrijd. Al snel ontdekt Alan dat in de afgelopen 26 jaar zijn stad in verval is geraakt, mede omdat de schoenfabriek van zijn vader failliet is gegaan omdat deze al zijn tijd en geld stak in het terug proberen te vinden van Alan.
Er is maar één manier om alles recht te zetten: het spel uitspelen, omdat dan namelijk alle gevolgen zullen worden teruggedraaid. Samen met Judy en Peter spoort Alan de nu volwassen Sarah op, omdat ze haar nodig hebben om het spel uit te spelen. Met moeite slagen ze erin haar te overtuigen mee te doen. Vervolgens spelen ze met z'n vieren verder. Tijdens het spel verschijnen er nog onder andere een vleesetende plant, een gestoorde jager, een stormloop van olifanten, zebra’s, pelikanen en neushoorns, een moesson, een krokodil, drijfzand en enorme grote spinnen, en worden ook de hele stad en het huis uit elkaar getrokken en gekraakt.
Uiteindelijk haalt Alan met zijn pion het einde van het spel. Prompt worden alle verschenen dieren en de jager het spel terug ingezogen tot in de jungle van Jumanji en bevinden Alan en Sarah zich weer als kinderen in 1969. Ze dumpen het spel in een rivier. Wederom 26 jaar later in 1995 is Alan de nieuwe eigenaar van de schoenfabriek en heeft de stad zijn glorie behouden en is Sarah zwanger van Alan.
In de laatste scène ligt het spel op een strand en staat op het punt te worden gevonden door twee meisjes.

## Elke beurt van het spel
De vier spelers van het spel zijn op volgorde: Sarah Whittle, Alan Parrish, Judy Shepherd en Peter Shepherd.
Beurt 1 Sarah: Vleermuizen.

Beurt 2 Alan: Alan moet in de jungle van Jumanji wachten tot iemand 5 of 8 gooit.

Beurt 3 Judy: Grote muggen.

Beurt 4 Peter: Apen, Peter gooide dubbel dus hij mag nog een keer.

Beurt 5 Peter: Leeuw en Alan komt het spel en de jungle van Jumanji weer uit.

Beurt 6 Sarah: Een vleesetende plant.

Beurt 7 Alan: Van Pelt de jager.

Beurt 8 Judy: Een kudde op hol geslagen dieren bestaande uit neushoorns, olifanten, zebra's en pelikanen.

Beurt 9 Peter: Peter probeert vals te spelen en verandert daardoor half in een aap.

Beurt 10 Sarah: Moesson en regen in het huis met een krokodil.

Beurt 11 Alan: De vloer wordt drijfzand.

Beurt 12 Judy: Het drijfzand wordt weer vloer.

Beurt 13 Peter: Grote spinnen.

Beurt 14 Sarah: Een scheur in de grond waardoor het huis en de stad uit elkaar getrokken worden.

Beurt 15 Alan: Alan gooit het aantal ogen wat hij nodig had om te winnen en alle dieren en de jager gaan terug het spel in en ze belanden terug in de jungle van Jumanji.

## Rolverdeling
| Acteur            | Personage           | Opmerkingen |
| ----------------- | ------------------- | --- |
| Robin Williams    | Alan Parrish        | De hoofdrolspeler, die in het spel wordt opgezogen. |
| Jonathan Hyde     | Samuel Parrish      | Zijn vader, die hem naar een kostschool wil sturen. Hij is de baas van een groot schoenenbedrijf. |
| Jonathan Hyde     | Jager van Pelt      | Jager die achter Alan aan gaat. |
| Bonnie Hunt       | Sarah Whittle       | De vrouw met wie hij 26 jaar geleden het spel speelde en hij daarna weer opzoekt. |
| Kirsten Dunst     | Judy Shepherd       | Een van de 2 kinderen die het spel na 26 jaar vindt. |
| Bradley Pierce    | Peter Shepherd      | Een van de 2 kinderen die het spel na 26 jaar vindt. |
| Bebe Neuwirth     | Nora Shepherd       | De tante van de 2 kinderen die voor hen zorgt nadat hun ouders overleden zijn door een auto-ongeval. |
| David Alan Grier  | Carl Bentley        | Eerst een medewerker van Samuels fabriek, maar nadat de fabriek failliet ging omdat de vader al zijn geld en tijd stak in het zoeken van zijn zoon, is hij ontslagen. Hij werd politieagent, die achter Alan, Sarah, Judy en Peter aan gaat. |
| Patricia Clarkson | Carol Anne Parrish  | De moeder van Alan. |
| Adam Hann-Byrd    | Jonge Alan Parrish  | |
| Laura Bell Bundy  | Jonge Sarah Whittle | |

## Achtergrond
De film was een van de pioniers op het gebied van digitale animatie, en dan met name digitaal getekende dieren.
De binnenscènes werden opgenomen in een geluidsstudio in Vancouver. Buitenscènes werden opgenomen in North Berwick (Schotland) en Keene (Verenigde Staten).
De film kreeg een spin-off in de vorm van een animatieserie. Tevens bracht Milton Bradley een spel uit gebaseerd op het bordspel uit de film. In 2005 kreeg de film een semi-vervolg getiteld Zathura: A Space Adventure.
In 2017 kreeg de film een definitief vervolg getiteld Jumanji: Welcome to the Jungle.

## Prijzen en nominaties
In 1996 werd Jumanji genomineerd voor 11 prijzen, waarvan hij er 3 won.
- Zeven Saturn Awards:
  - Beste speciale effecten – gewonnen
  - Beste vrouwelijke bijrol (Bonnie Hunt) – gewonnen
  - Beste acteur (Robin Williams)
  - Beste regisseur
  - Beste fantasyfilm
  - Beste optreden van een jonge acteur (Bradley Pierce)
  - Beste optreden van een jonge actrice (Kirsten Dunst)
- De C.A.S. Award voor Outstanding Achievement in Sound Mixing for a Feature Film
- De Blimp Award – voor favoriete filmacteur (Robbin Williams)
- De Young Artist Award voor beste familiefilm – gewonnen
- De Young Artist Award voor beste jonge vrouwelijke hoofdrol (Kirsten Dunst)